# Alpenhochwasser 2020
Das Alpenhochwasser 2020 ist eine Naturkatastrophe, die sich Anfang Oktober 2020 in den West- und Zentralalpen ereignete.

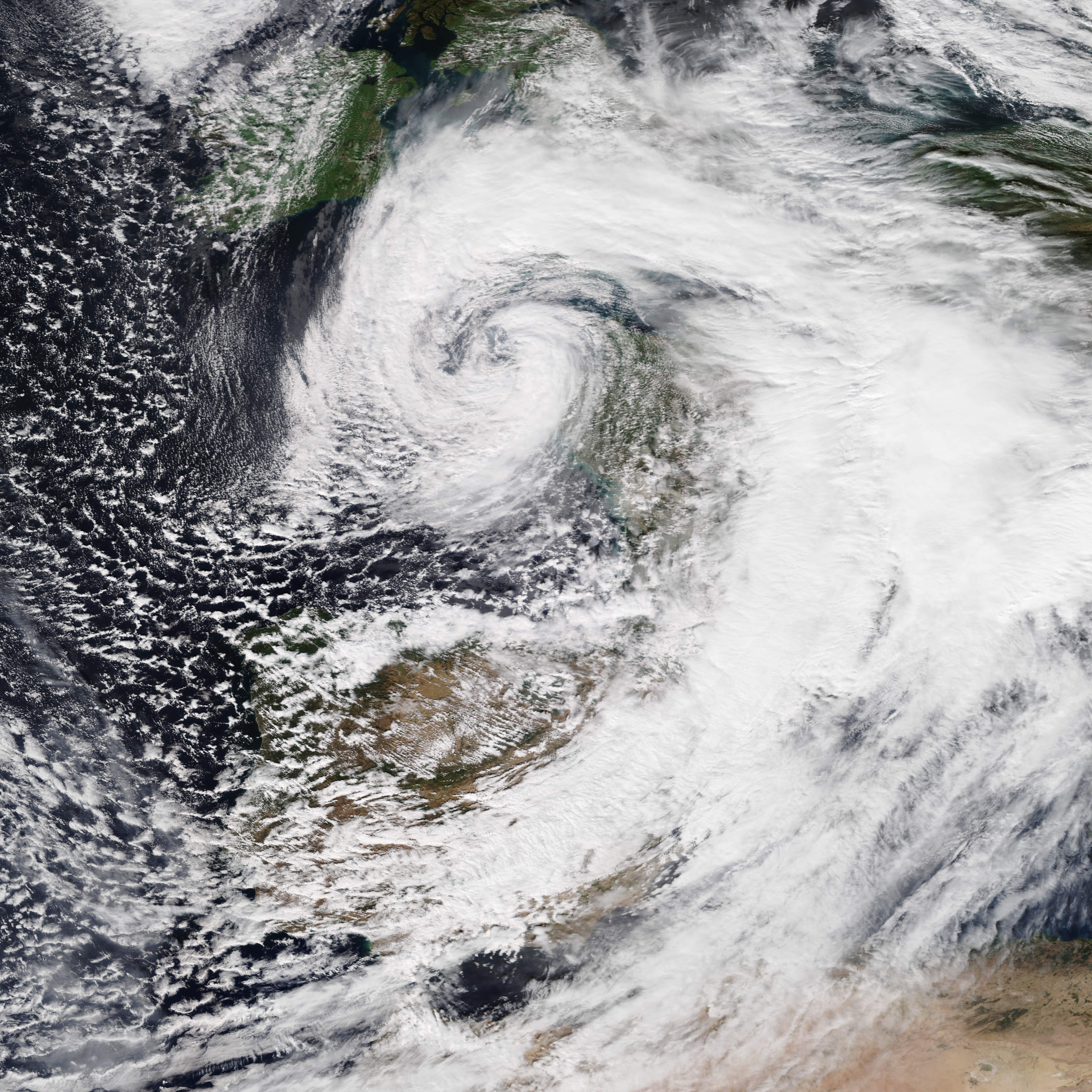
Tiefdruckgebiet “Brigitte” (auch “Alex”) am 2. Oktober 2020

Ende September 2020 entwickelte sich über dem nördlichen Atlantik ein kräftiges Tiefdruckgebiet, das von Météo-France am 30. September den Namen „Alex“ und vom Meteorologischen Institut der Freien Universität Berlin den Namen „Brigitte“ zugeteilt erhielt. Es war das erste große Sturmtief der winterlichen Unwettersaison 2020–2021. Sein Zentrum lag zunächst über den Britischen Inseln und dem Ärmelkanal. In einigen Regionen Englands und Schottlands kam es am 30. September zu starkem Wind und schweren Niederschlägen. Das Sturmtief folgte einer meteorologischen Omegalage über Mitteleuropa und trieb viel feuchte Luft vom Atlantik über das Balearenmeer, den Golfe du Lion und das Ligurische Meer von Südwesten an den südlichen Alpenrand, was besonders in den Westalpen in mehreren Flussgebieten zu extremen und verheerenden Hochwassern und in den Zentralalpen zu einem starken Föhnsturm führte.

## Ereignisse in Frankreich
Das Sturmtief, das in Frankreich unter dem Namen Alex registriert wurde, erreichte am Freitag, 2. Oktober 2020, Nordwestfrankreich und verursachte schon in der Bretagne große Schäden. Es wurden Windstärken bis 186 km/h gemessen (Belle-Île-en-Mer), Windböen rissen Hausdächer fort, wegen beschädigter Freileitungen waren fast 100.000 Haushalte zeitweise ohne elektrischen Strom, Eisenbahnlinien waren wegen entwurzelter Bäume unterbrochen, mehrere Personen wurden im Sturm auf den Strassen verletzt.
Nachdem sie über Zentralfrankreichs und die Iberische Halbinsel gezogen war, traf die feuchte Atlantikluft an den Alpen, wie französische Meteorologen erklärten, auf sehr feuchte Luft, die vom aussergewöhnlich warmen Mittelmeer (20 bis 24 Grad Celsius Wassertemperatur) her gegen Norden strömte. In einer Staulage am Gebirge kühlten sich die Luftmassen rasch ab und entwickelten dort einerseits orkanartige Böen und entluden in heftigen Gewittern außerordentliche Regenmengen zunächst über den Küstenregionen und in den Meeralpen und den Ligurischen Alpen. Dieses jahreszeitliche Wetterphänomen ist in Südfrankreich und Nordwestitalien als Épisode méditerranéen bekannt, es hat in der Vergangenheit oft zu Hochwasserereignissen geführt und ist deshalb für die Wettervorhersage wichtig; am 2. Oktober 2020 nahm die Wetterentwicklung jedoch eine ungewöhnliche Dynamik an und hatte dramatische Auswirkungen. Von Cannes und Antibes bis Nizza und in der Bergregion des Departements Alpes-Maritimes, der Region im Nationalpark Mercantour, kam es zu rekordhohen Niederschlagsmengen. Météo-France bezeichnete die Hochwasser als exceptionnelles (außerordentlich), betonte jedoch, dass solche Ereignisse als Folge der Klimaerwärmung eher noch zunehmen könnten.
In den Departementen Alpes-de-Haute-Provence, Hautes-Alpes, Alpes-Maritimes und Var wurde am frühen Morgen des 2. Oktober die Gefahrenstufe Orange für Regen und Hochwasser ausgerufen, seit 11 Uhr galt die höchste Gefahrenstufe Rot für Überschwemmungen. Das Departement hatte auf Grund der Wettervorhersage schon am Vortag beschlossen, dass am 2. Oktober die Schulen im ganzen Gebiet geschlossen blieben, der Eisenbahnverkehr wurde eingestellt, ebenso der Flugverkehr am Flughafen von Nizza, das Betreten der Uferstrasse Promenade des Anglais in Nizza war wegen starker Windböen und hoher Wellen untersagt.

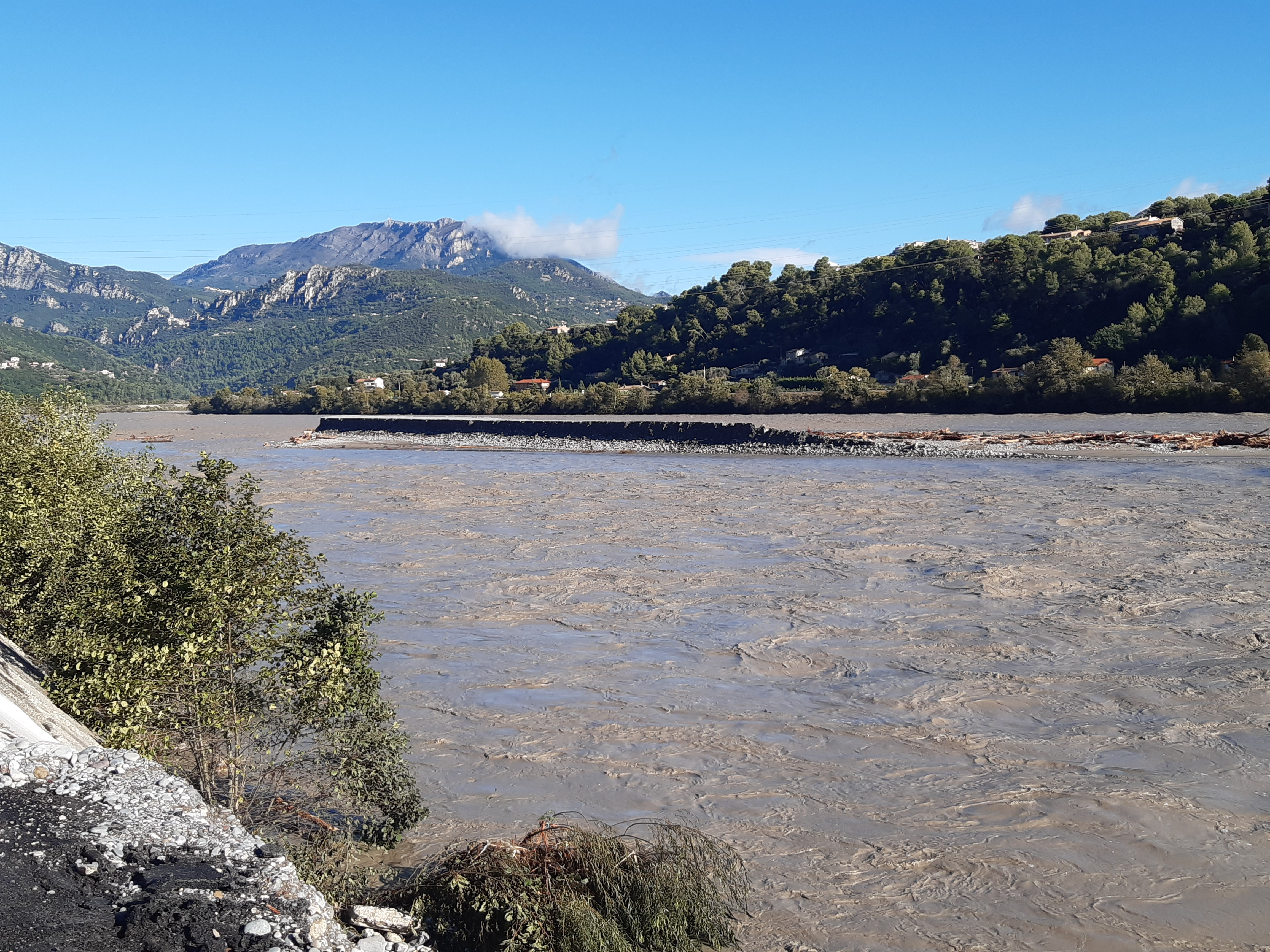
Hochwasser des Var am 3. Oktober 2020

Die Niederschläge in den Einzugsgebieten der Flüsse Var und Roya verursachten an vielen Stellen Überschwemmungen und große Sachschäden. Auch in der Umgebung von Monaco entstanden Hochwasserschäden. Im Tal der Tinée, des grössten Nebenflusses des Var, kam es zu Erdrutschen. Der Fluss Vésubie, ein anderer Nebenfluss des Var, führte besonders viel Wasser und stieg stellenweise in kurzer Zeit um etwa sieben Meter; der Fluss zerstörte viele Häuser, Straßenabschnitte der Route métropolitaine 565 und Brücken, und in der Ortschaft Saint-Martin-Vésubie selbst die im Hochwassergebiet gebaute Feuerwehrkaserne (so wie schon im Jahr 2010 ein Hochwasser bei Draguignan das Dienstgebäude des Service départemental d’incendie et de secours SDIS mit mehr als 150 Rettungsfahrzeugen getroffen hatte). Der Boréon unterbrach die kurz vor seiner Mündung in die Vésubie bei Saint-Martin-Vésubie gelegene Maissabrücke und riss eine Tankstelle mit. Der Wolfspark Alpha bei Saint-Martin-Vésubie, der verschiedene Wolfsarten gehalten hatte, wurde zerstört. Der Var überflutete vor der Mündung in das Mittelmeer bei Saint-Laurent-du-Var Strassen und einen Teil der Ebene.

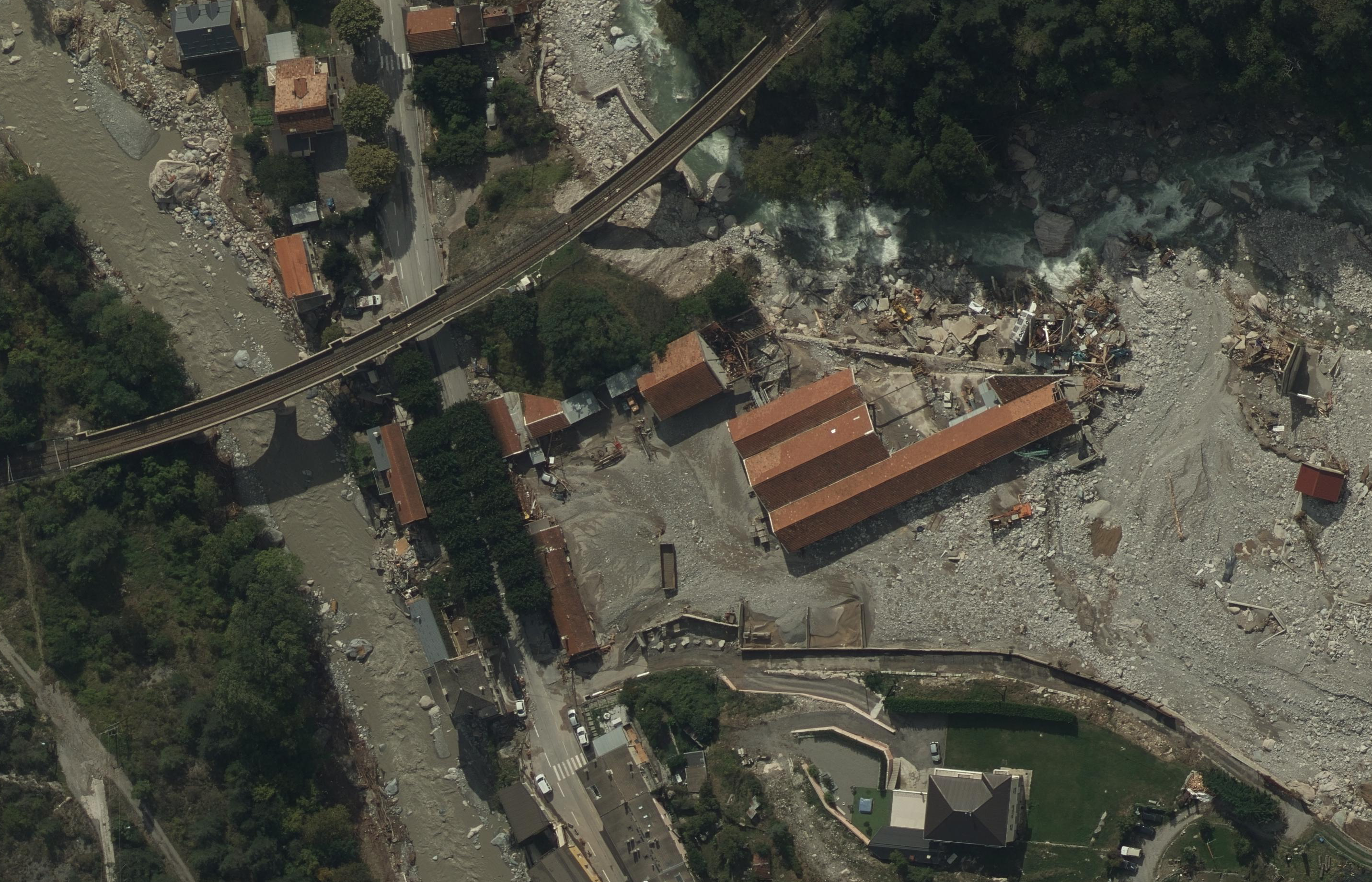
Spuren der Verwüstung nach dem Hochwasser bei Saint-Dalmas-de-Tende

Im Osten des Departements überschwemmte der Fluss Roya das Zentrum der Ortschaft Breil-sur-Roya und zerstörte die Strassen, so auch die Departementsstrasse 6204, an mehreren Stellen. In der weiteren Umgebung der grossen Flussmündungen spülte die Meeresbrandung riesige Mengen von Schwemmholz aus den Bergtälern an den Strand. In der Woche nach dem Hochwasser begannen die technischen Dienste der Gemeinden am Mittelmeer mit der Hilfe von vielen Freiwilligen das Holz von den Stränden und aus den blockierten Häfen zu entfernen, während gleichzeitig die Suche nach den Vermissten im Meer andauerte.

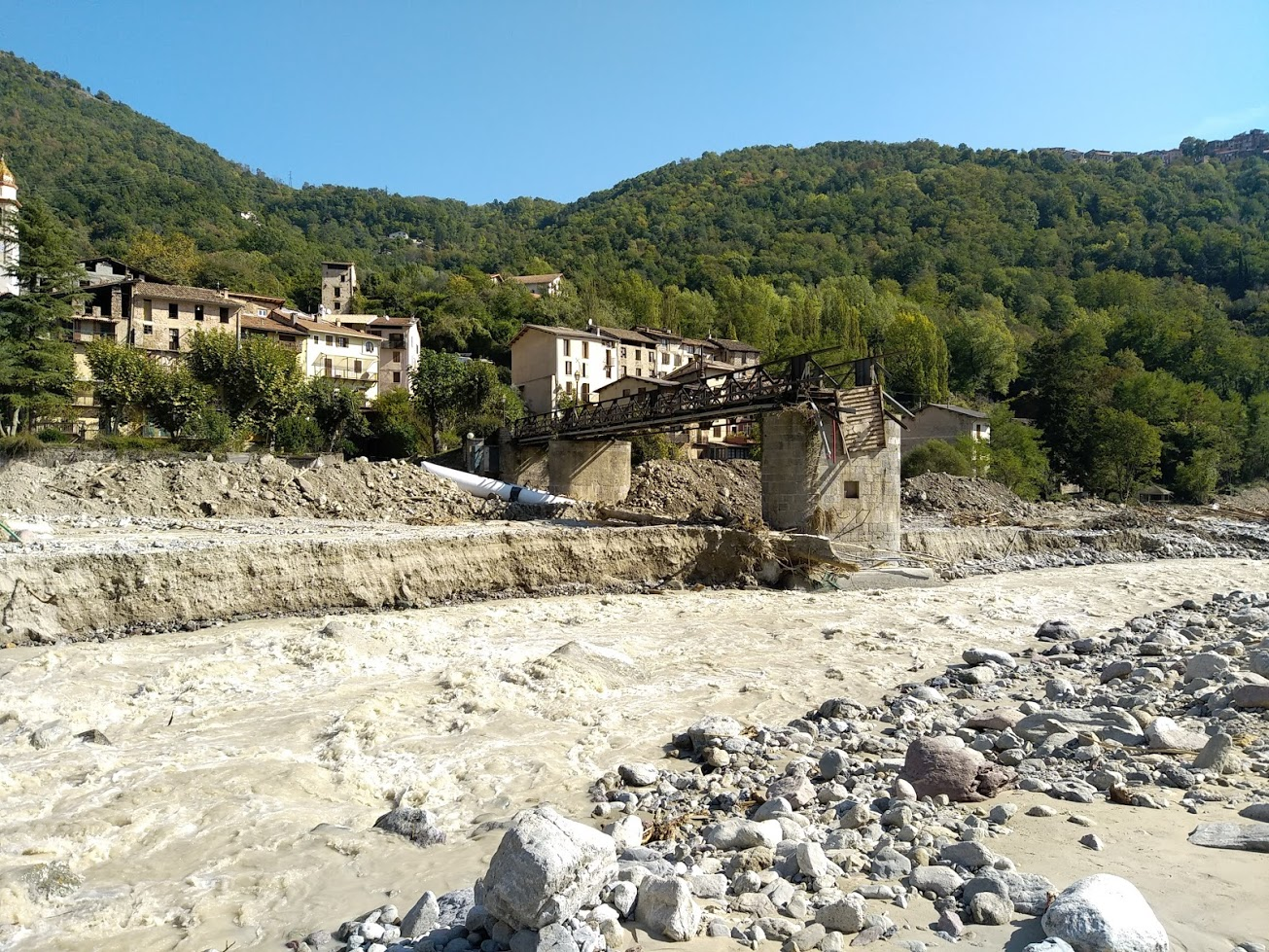
Zerstörte Brücke bei Roquebillière

Zahlreiche Ortschaften waren wegen des Hochwassers, Steinschlägen, Murgängen und Erdrutschen von der Außenwelt abgeschnitten oder nur noch über Fusswege erreichbar. Das Telefonnetz sowie die Strom- und die Wasserversorgung fielen in einigen Gegenden aus. In den tief eingeschnittenen Tälern liegen viele alte Ortschaften auf schmalen Terrassen über den Flussbetten und sind üblicherweise vor den periodischen Hochwassern geschützt; das Oktoberhochwasser erreichte jedoch viele dieser Siedlungen, wie selbst auf aktuellen Satellitenfotografien zu sehen ist. Der Var überschwemmte eine Straße beim Flughafen von Nizza, eine Steinlawine verschüttete einen Teil der Ortschaft Malaussène, Campingplätze in den Flusstälern und der Vergnügungspark Marineland mit mehreren Wasserbecken für Meeressäugetiere bei Antibes wurden überschwemmt. Die Rettungskräfte mussten zahlreiche Straßen sperren und viele Personen evakuieren, einige davon auch mit Helikoptern der Gendarmerie, des Zivilschutzes und der Armee.
Die französische Talstrasse von Breil-sur-Roya zum Tendapass war an etwa fünfzig Stellen unterbrochen. Die teilweise überfluteten Ortschaften Tende, Fontan und La Brigue waren nur über Umwegen erreichbar. Das französische Zwischenstück der italienischen Staatsstrasse Strada Statale 20 del Colle di Tenda e di Valle Roja, die auch Teil der Europastraße 74 ist, erlitt besonders schwere Schäden. Sowohl auf der französischen wie auch auf der italienischen Seite des Col-de-Tende-Straßentunnels zerstörten Murgänge die Strassen bei den Tunnelportalen auf 1250 m Höhe. Ein Erdrutsch im Tälchen des Sturzbachs Rio della Cà, eines Quellbachs der Roya, riss unmittelbar vor der Tunneleinfahrt einen Teil der Tunnelzufahrt sowie Baustelleneinrichtungen vor dem in Bau befindlichen neuen Tendatunnel fort. Die Vermenagna verschüttete die Zufahrtsstrasse zum internationalen Tunnel auf der italienischen Seite und beschädigte ebenfalls Einrichtungen auf der Tunnelbaustelle. Somit war die Europastraße 74 unterbrochen und die Rettungskräfte mussten einige im Tunnel blockierte Autofahrer evakuieren. Auch die Strecke der Tendabahn war im Royatal unterbrochen. Der nordöstliche italienische Abschnitt der Staatsstrasse 20 war an mehreren Stellen unterbrochen.

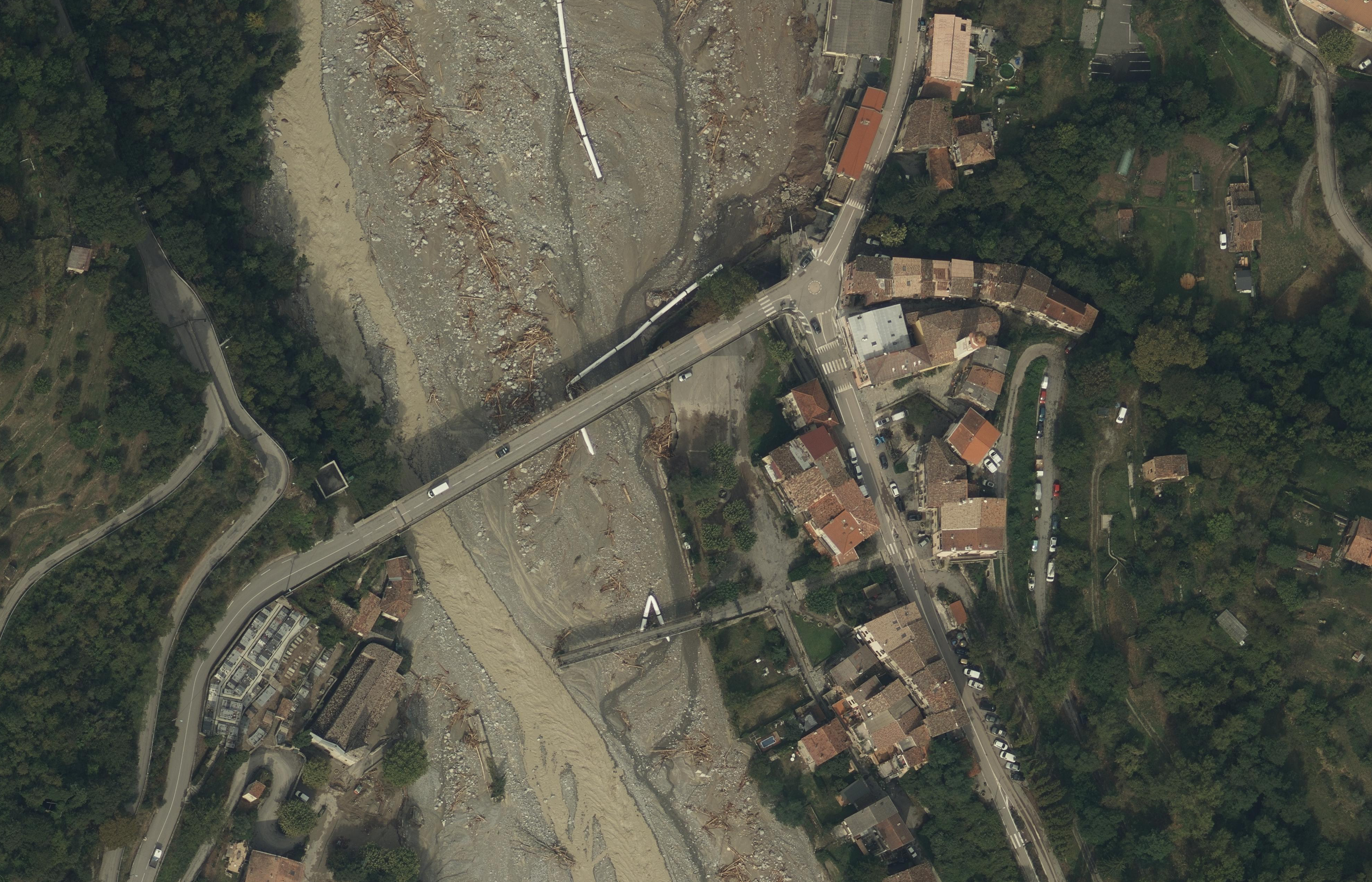
Verwüstungen bei Roquebillière

Die hochgehenden Flüsse erreichten vielerorts auch solche Stellen, die nach langjähriger Erfahrung ausserhalb der Gefahrenzone lägen. So riss die Vésubie bei Roquebillière ein Uferstück bis unmittelbar ans Fundament der tausendjährigen Pfarrkirche Saint-Michel fort. Und in den Tagen nach dem Unwetter berichteten die Regionalverwaltung und die Gemeindebehörden von Tende im Royatal und von Saint-Martin-Vésubie, dass in diesen Gemeinden die Friedhöfe überflutet und teilweise weggeschwemmt worden seien. Vom Friedhof Saint-Dalmas in Tende sei mehr als die halbe Fläche mit etwa 150 Gräbern verschwunden. Körper von Bestatteten seien danach an verschiedenen Stellen im Tal unterhalb von Tende entdeckt und von der Feuerwehr geborgen worden. Die Flüsse haben mehrere Leichen aus den Friedhöfen offenbar bis ins Mittelmeer getragen; man hat in den folgenden Tagen einige davon selbst noch am ligurischen Meeresstrand in Italien gefunden.

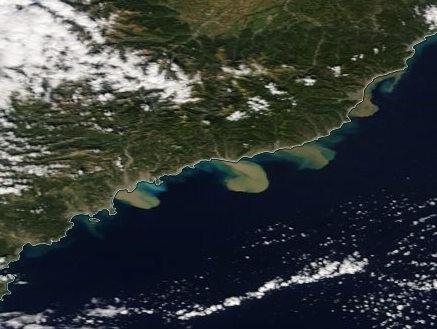
Das braune Wasser verteilte sich vor den Flussmündungen weit über das Mittelmeer. Fotografie: NASA

Im Südosten Frankreichs kamen bei diesen Ereignissen mehrere Personen ums Leben, in der Nähe von Roquebillière stürzte ein Feuerwehrfahrzeug zusammen mit der unterspülten Strasse in den Fluss Vésubie und dabei starben zwei Feuerwehrleute, und mindestens zwanzig Menschen galten als vermisst.
Die Behörden sperrten die Zufahrten zu den vom Hochwasser betroffenen Bergtälern des Departements Alpes-Maritimes für den Privatverkehr auf unbestimmte Zeit. Die Strassen waren für Rettungskräfte reserviert. Im Royatal unterstützten Truppen des 1. Pionier-Fremdenregiments der Légion étrangère aus Laudun sowie eine Einheit des 19. Genieregiments in Besançon, die soeben von Hilfsarbeiten nach der Explosionskatastrophe in Beirut 2020 zurückgekehrt war, die zivilen Einsatzkräfte bei den Räumungsarbeiten an den Verkehrswegen. Mit Luftbrücken aus zahlreichen Helikoptern begann die Versorgung der Talbevölkerung mit Lebensmitteln, Wasser, Notstromgruppen und andern Hilfsmitteln. Die an einigen Stellen beschädigte und verschüttete Strecke der Tendabahn von Nizza bis zum Bahnhof Breil-sur-Roya konnte am 5. Oktober wieder in Betrieb genommen werden und diente zur Versorgung des mittleren Abschnitts des Royatals mit Hilfsgütern. Am 8. Oktober ging auch der nächste Abschnitt der Bahnstrecke von Breil-sur-Roya nach Fontan wider in Betrieb. In Saint-Dalmas-de-Tende wurde für die Bahn eine neue provisorische Haltestelle eingerichtet.

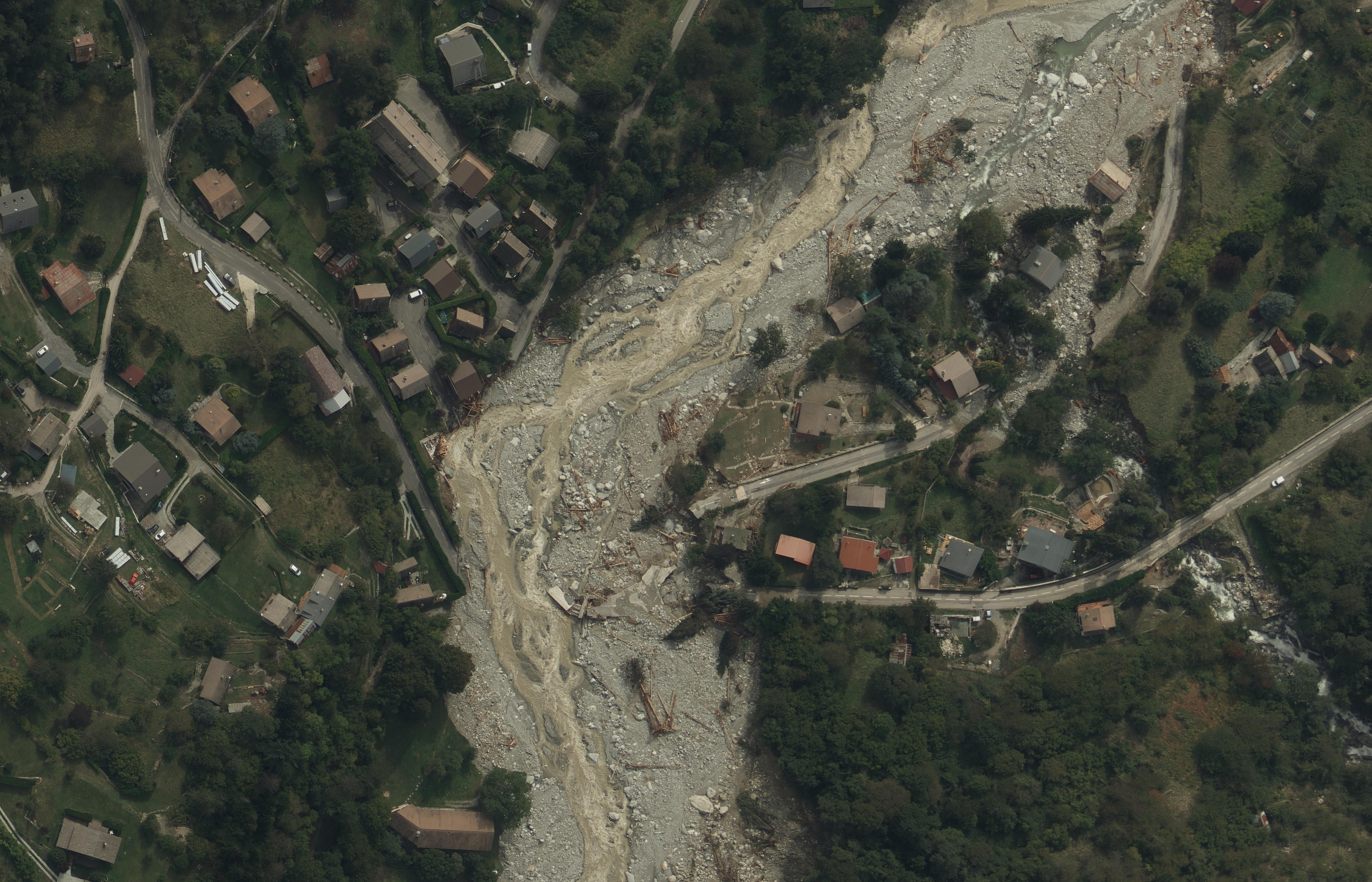
Zerstörte Verkehrswege

Die französische Regierung erklärte am 3. Oktober für 55 südostfranzösische Gemeinden den Katastrophenzustand. Staatspräsident Emmanuel Macron kündigte bei einem Besuch an mehreren Orten in der Alpenregion am 7. Oktober an, mit einem Fond Reconstruction Alpes-Maritimes sollten die beschädigten Infrastrukturwerke und Gebäude wieder hergestellt werden, jedoch in einer Weise, die besser an die möglichen Naturgefahren angepasst sei. Der Präsident der Region Provence-Alpes-Côte d’Azur, Renaud Muselier, gab an einer ausserordentlichen Sitzung des Departementsrats bekannt, dass sich die Schadensumme auf eine Milliarde Euro belaufen könnte. Das Energieversorgungsunternehmen Enedis schätzte den Zeitbedarf zur Wiederherstellung des Stromnetzes in den betroffenen Regionen auf mehrere Monate. Der Präsident des Departements Alpes-Maritimes, Charles-Ange Ginesy, schätzte den Zeitbedarf für den Wiederaufbau der Infrastruktur im Departementsgebiet und in der Métropole Nice-Côte d’Azur auf zwei Jahre und ersuchte den Staat um eine grössere Unterstützung für Massnahmen gegen die Naturrisiken. Für das Flussgebiet der Roya hatten Frankreich und Italien schon vor Jahren das grenzüberschreitende Entwicklungsprojekt «Eurobassin» gegründet, das auch den gemeinsamen Schutz vor Naturgefahren zum Ziel hat.
Besonders hohe Dringlichkeit besass die Wiederherstellung der Wasserversorgung. Mehrere Pumpstationen, drei Wasserreservoirs und grosse Abschnitte der Wasserleitungen waren zerstört. Mindestens vier Abwasserreinigungsanlagen mussten komplett neu gebaut werden. Auch das Stromnetz wurde an vielen Stellen beschädigt, ebenso wie die Wasserkraftwerke von Roquebillière und Breil-sur-Roya.
Um das Ausmass der Schäden an den mehr als 2000 vom Hochwasser in Mitleidenschaft gezogenen Immobilien in den drei Alpentälern zu eruieren, setzte die Direction départementale des territoires et de la mer in der Präfektur des Departements Alpes-Maritimes eine Sonderkommission ein.
Am ungewöhnlichen Ausmass der Schäden gemessen kann das Ereignis für das Gebiet von Südostfrankreich als Jahrtausendhochwasser gelten, waren doch auch Siedlungsgebiete und Verkehrsanlagen betroffen, die seit Menschengedenken stets ausserhalb der üblichen Hochwasser lagen. Und doch zeigte es sich einmal mehr, dass man früher und bis in die Gegenwart in vielen südfranzösischen Gemeinden allzu sorglos Häuser und Infrastrukturanlagen in hochwassergefährdeten Zonen errichtete, die im Atlas des zones inondables ausgewiesen sind, und dass man selbst die dringenden Empfehlungen, wie sie auch im interministeriellen Bericht über das schwere Hochwasser des Var im Jahr 2010 festgehalten sind, nicht umgesetzt hatte.

## Ereignisse in Italien
In Italien bezeichnete man den von Südfrankreich herkommenden Sturm Alex (so wie auch im Deutschen gemäss der Namengebung durch das Meteorologische Institut der Freien Universität Berlin) als Tiefdruckgebiet Brigitte. Vom 2. zum 3. Oktober 2020 kam es in Ligurien und im Piemont wegen des vom Ligurischen Meer kommenden Sturms zu äusserst heftigen Niederschlägen. An einigen Stellen im Einzugsgebiet des Po wurden rekordhohe Regenmengen gemessen, so mit 630 mm in 24 Stunden in Sambughetto im Nordpiemont, 645 mm in Omegna im Stronatal und 582 mm in Limone Piemonte, dem Talort am Nordfuss des Tendapasses. In gewissen Regionen des Piemont war der 2. Oktober der Tag mit den höchsten Niederschlägen seit dem Beginn der neuen Messreihen im Jahr 1958. Anders als in den französischen Seealpen führte der Regen in der Poebene jedoch nicht zu so schweren Überschwemmungen wie frühere Wetterereignisse.

Zerstörte Passerella Squarciafichi in Ventimiglia

In Ligurien führten die zum Mittelmeer laufenden Flüsse Roya, Fora di Taggia und Impero Hochwasser, verschiedene Straßen wurden durch Erdrutsche unterbrochen, die Roya spülte die Zufahrtsstrasse von Ventimiglia zum Tendapass bei Airole und an anderen Stellen weg und überschwemmte Strassen im Zentrum von Ventimiglia; die Brücke Passerella Squarciafichi in dieser Stadt stürzte teilweise ein. In der Provinz Imperia unterbrach die Fora di Taggia die Strasse zwischen Badalucco und Montalto Carpasio, die Arroscia zerstörte die alte Flussbrücke bei Vessalico, und Murgänge trafen Strassen in mehreren andern Ortschaften der Valle Argentina. Die Roie überflutete selbst die aus dem 18. Jahrhundert stammende Bogenbrücke bei Olivetta San Michele und brachte sie zum Einsturz.
Auch die piemontesische Provinz Cuneo, das untere Aostatal und das Ossolatal wurden von starken Niederschlägen getroffen. Im Gressoney zerstörte der Niel, ein Seitenfluss der Lys, die Brücke der Regionalstraße 44 bei Gaby und unterbrach die Elektrizitäts- und Wasserleitungen; das obere Lystal war dadurch abgeschnitten. Und auch in andern Gebieten des Aostatals waren Straßen wegen umgestürzter Bäumen, Steinschlägen und Überschwemmungen gesperrt. Die Flüsse Vermenagna, Tanaro und Sesia traten über die Ufer und verursachten zahlreiche Schäden, besonders an der Infrastruktur und an Bauwerken. Die Vermenagna und ein Murgang zerstörten bei Limonetto die Provinzstrasse, mehrere Häuser und Wintersportanlagen. Der Tanaro richtete in den Gemeinden Ormea, Garessio, Bagnasco, Priola und Ceva Schäden an. Die Tosa trat unterhalb von Domodossola über die Ufer und floss durch die Ortschaft Migiandone. Er überschwemmte die Ebene kurz vor seiner Mündung in den Lago Maggiore bei Mergozzo. Der Zivilschutz der Region Piemont meldete Hochwasserschäden aus 108 Gemeinden. Im Ossolatal erlitt die Gemeinde Pieve Vergonte am Ausgang des Anzascatal besonders schwere Schäden. Bei den Messstellen in Pavia, wo die Hauptflüsse am Oberlauf des Po zusammentreffen, stieg der Wasserstand im Po innert 24 Stunden um über drei Meter an und derjenige des Ticino um fast zwei Meter.
Der Fluss Sesia führte ein Rekordhochwasser mit dem Wasserstand von 9,67 Meter (vier Meter über dem Gefahrenpegel), trat an mehreren Stellen über die Ufer, überschwemmte die Ebene bei Borgo Vercelli und brachte die Strassenbrücke zwischen Romagnano Sesia in der Provinz Novara und Gattinara in der Provinz Vercelli zum Einsturz. Auch die Brücke Ponte Lenzino, die bei Corte Brugnatella und Cerignale in der Provinz Piacenza über die Trebbia führt, hielt den Wassermassen nicht stand. Wegen des Hochwassers im schweizerischen Kanton Tessin und im italienischen Ossolatal stieg das Niveau des Lago Maggiore um etwa zwei Meter. Im Stronatal verwüstete die Strona ein Gebiet in der Gemeinde Massiola. Der ausbrechende Fluss Cervo, ein Nebenfluss der Sesia, setzte die Bahnstrecke Turin–Mailand und die Autobahn A4 bei Balocco in der Provinz Vercelli unter Wasser, beide Verkehrswege mussten gesperrt werden. Bei Piedicavallo zerstörte der Cervo eine historische Steinbrücke, und bei Rosazza zerstörte er zwei jüngere Brücken. Mindestens acht Personen kamen in Italien ums Leben, darunter ein Feuerwehrmann im Aostatal bei Aufräumarbeiten; mehrere Personen wurden als vermisst gemeldet.
Die Schlechtwetterfront zog südlich der Alpen über die Lombardei, wo der Comersee stellenweise über die Ufer trat, bis ins Südtirol und nach Venetien weiter. In der Provinz Bozen kam es zu Überschwemmungen. Bei Venedig wurde erstmals die neue Hochwasserschutzanlage Modulo Sperimentale Elettromeccanico (MOSE) in Betrieb genommen, um die Lagune und die Stadt vor der erwarteten Flut zu schützen.
Am 5. Oktober vereinbarten der Präsident des Regionalrats des Aostatals und die Gemeindevertreter aus dem Gressoney, in Gaby als Ersatz für die eingestürzte Brücke innert zehn Tagen in der Nähe eine Behelfsbrücke über den Torrente Niel zu errichten und bis Ende 2020 die neue Strassenbrücke zu bauen.
Eine Woche nach dem Unwetter waren in der Provinz Cuneo noch immer sieben Provinzstrassen unterbrochen: die Strasse 301 von Entracque bis San Giacomo; die Strasse 154 von Ponte di Nava bis Viozene; die Strasse 239 von Sant’Anna di Valdieri bis Terme di Valdieri; die Strasse 35 von Serra bis Pamparato; die Strasse 164 von Fondovalle Casotto bis Torre Pamparato; die Strasse 329 bei Aimoni; die Strasse 582 bei Ponte di Garessio.

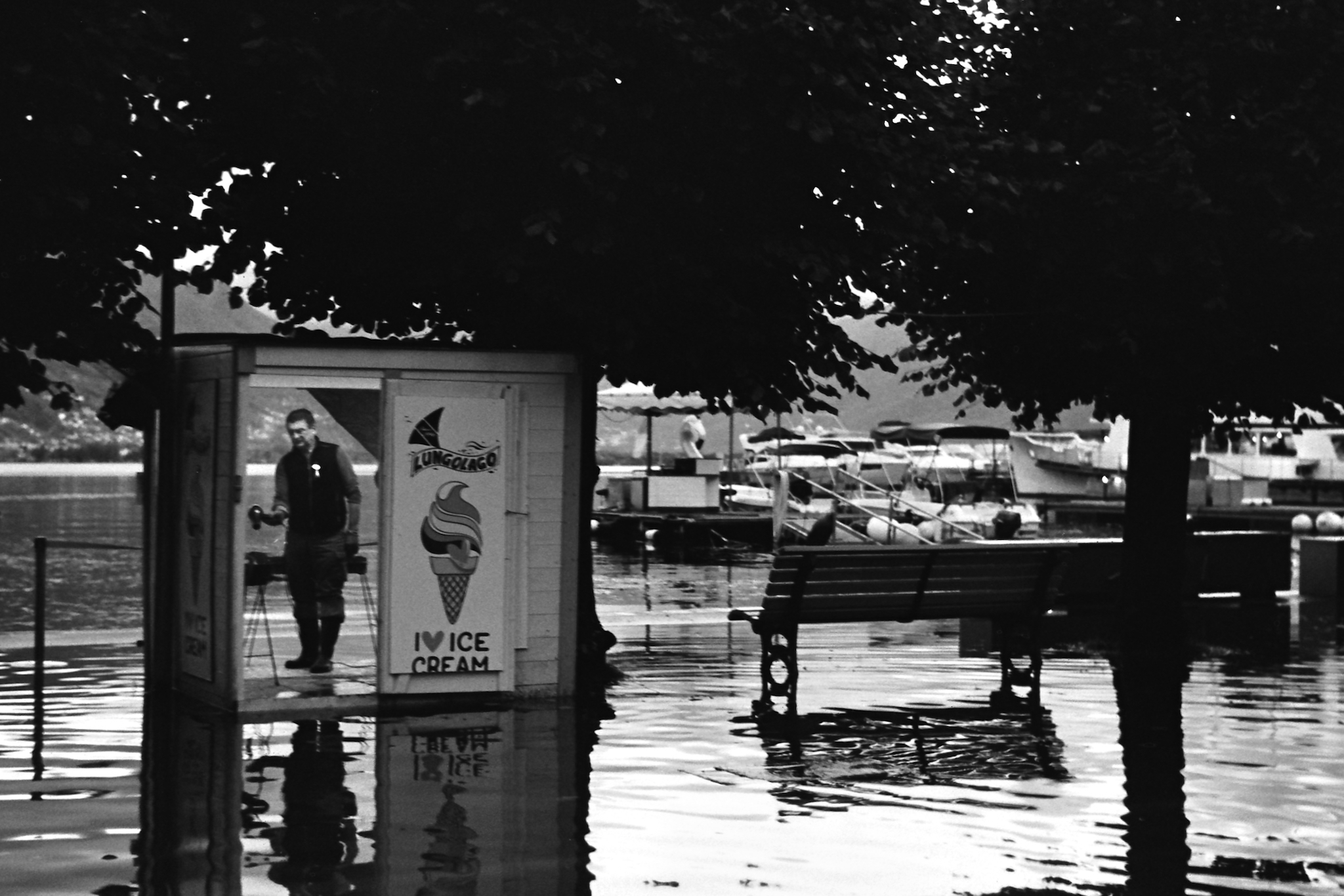
Überschwemmung in Locarno am 3. Oktober 2020

## Ereignisse in der Schweiz
Das Tief «Brigitte» brachte am 2. und 3. Oktober 2020 aus Südwesten starken Wind und viel Regen auch in die südlichen Täler der Schweiz und verursachte demzufolge heftigen Föhn in den Alpennordtälern, mit einer extremen Windgeschwindigkeit von 159 km pro Stunde in Elm im Kanton Glarus und 181 km pro Stunde auf dem Monte Matro bei Biasca. Der ausserordentlich grosse Niederschlag, der in den Hochalpen als Schnee fiel, erreichte stellenweise Mengen von mehr als 400 Millimeter. In Camdeo im Centovalli fielen während 24 Stunden 421 mm Regen, in Mosogno im Onsernonetal wurden 457 mm gemessen. An einigen Orten wurden neue lokale Rekordwerte gemessen: so fielen in Bosco-Gurin 283 Liter pro Quadratmeter, in Binn im Wallis 259 Liter oder auf der Göscheneralp im Kanton Uri 182 Liter.
Im Tessin führten die meisten Flüsse Hochwasser, die Maggia brachte zeitweise mehr als 2300 Kubikmeter in der Sekunde mit. Der Lago Maggiore trat über die Ufer und überschwemmte einen Teil der Innenstadt von Locarno. In den Kantonen Tessin, Wallis, Uri, Glarus und Graubünden kam es zu Überschwemmungen und Erdrutschen.
Über den Alpenhauptkamm erreichte der starke Regen in den Alpen auch die oberen Flussgebiete der Reuss, der Rhone und des Rheins. Im Urserental zerstörte ein Murgang die Transportleitung der Wasserversorgung von Hospental. In der Zentralschweiz war die Autobahn A2 zwischen Beckenried und Erstfeld gesperrt, weil der Kanton Uri gemäss dem neuen Hochwasserschutzkonzept gezielt Wasser aus der Reuss auf die Autobahn leitete, die wie geplant als Rückhaltebecken für das Hochwasser diente. Verschiedene Strassen und Bahnlinien in den Alpen wurden wegen der Hochwassergefahr gesperrt, so der Gotthardpass, der Nufenenpass, die Bahnlinie vom Wallis nach Andermatt, die Bahnlinie Meiringen-Interlaken, die Bahn von Weissbad nah Wasserauen im Kanton Appenzell Innerrhoden und auch die Verbindung von Brig nach Domodossola über den Simplonpass, wo bei Gondo innert 48 Stunden eine Niederschlagsmenge von mehr als 500 Liter pro Quadratmeter gemessen wurde.
Im Gebiet des Furkapasses fiel so viel Regen, dass an den Steilhängen zahlreiche Murgänge niedergingen, die an mehreren Stellen die Bahnanlagen der Furka-Dampfbahn trafen. Besonders schwere Schäden gab es bei Gletsch und Realp. Der Bahnverkehr auf der alten Bergstrecke war nach dem Abschluss der Sommersaison Ende September bereits eingestellt. Für den aufwändigen Räumungseinsatz musste die Bahn wieder in Betrieb genommen werden, um die verschütteten und überfluteten Stellen noch vor dem erwarteten Wintereinbruch zu reinigen und wieder in Stand zu setzen.
Im Oberwallis führten die Rhone und einige ihrer Zuflüsse viel Wasser, bei Geschinen im Goms stand die Talebene unter Wasser und es wurden mehrere Strassen unterbrochen. Weil indessen der Starkregen die Täler des unteren Wallis sowie das Mont-Blanc-Massiv nicht erreichte, genügte das Fassungsvermögen des Rhonebettes bis zu den Leitdämmen und die Rhonebene bei Martigny und im Chablais blieb anders als beim Alpenhochwasser 2000 vor einer Überschwemmung verschont. Die Rhone führte viel Schwemmholz bis in den Genfersee. An einer Sperranlage auf der Seeoberfläche hob die Seebaggerfirma Sagrave rund 5000 Kubikmeter Holz aus dem See, das sonst die Schifffahrt gefährdet und den Schilfbestand im Naturschutzgebiet Les Grangettes wie bei früheren Rhonehochwassern beschädigt hätte.

## Ereignisse in Österreich
In Österreich verursachten die Ausläufer des Unwetters in mehreren Bundesländern Schäden. Bäume wurden entwurzelt und Keller standen unter Wasser. In Niederösterreich kam ein Kind durch einen herabstürzenden Ast ums Leben. In Tirol wurden auf der Wetterstation am Patscherkofel Windspitzen von 160 km/h gemessen. In der Steiermark mussten aufgrund von umgestürzten Bäumen mehrere Straßen vorübergehend gesperrt werden.

## Ereignisse in Deutschland
Das Tief Brigitte verursachte in den deutschen Alpentälern einen starken Föhnsturm.